# Руски и съветски паметници в Шуменска област
| Снимка | Описание/дати стар стил | Надпис | Местоположение | Местоположение |
| ------ | --- | --- | -------------- | --- |
|        | Братска могила на взводен вахтмистър (старшина) и 4 нисши чина от 11-ти улански Чухуевски полк, убити на 22 януари 1878 г. край Шумен                                                                               | Здҧсь покоятся 11 Уланскаго Чугуевскаго полка взводный вахтмистръ и 4 нижнихъ чина убитые 22 Января 1878 г. ПОДЪ ШУМЛОЮ | Градище        | Намира се на главния път София-Варна, точно на разклона за селото 43°20′14″ с. ш. 26°50′15″ и. д. / 43.337222° с. ш. 26.8375° и. д.               |
|        | Паметна плоча за освобождението на село Черенча | На 3 февруари 1878 г. отряд от 32 дивизия на руската армия освобождава с.Черенча                                        | Черенча        | |
|        | Паметник на генерал лейтенант княз Валериан Григориевич Мадатов, починал от туберкулоза в Шумен през Руско-турската война 1828 – 1829 г.                                                                            | ген. л-т В. Г. Мадатов 1785 – 1829                                                                                      | Шумен          | Намира се в пешеходната зона покрай бул. „Славянски“, на 150 м от пл. Кристал 43°16′16″ с. ш. 26°55′56″ и. д. / 43.271111° с. ш. 26.932222° и. д. |
|        | Надгробен паметник на капитан Митрофан Степанович Колесников, ротен командир от 47-ми Украински полк, ранен и в двата крака в боя при Тръстеник на 14 ноември 1877 г. и умрял на 27 януари 1878 г. от раните в плен | 47 пҧх. Украинскаго полка Капитанъ Митрофанъ Степановичъ КОЛЕСНИКОВЪ Миръ праху твоему храбрый товарищъ                 | Шумен          | Намира се в двора на църква „Св. Възнесение Господне и Великомъченик Георги“ 43°16′22″ с. ш. 26°55′04″ и. д. / 43.272778° с. ш. 26.917778° и. д.  |
|        | Паметник над братска могила на 45 руски воини, загинали от рани и болести през Руско-турската война 1877 – 1878 след Освобождението на Шумен                                                                        | Руским войнам по время Освободительном войны 1877 – 1878                                                                | Шумен          | Намира се в градинката на кв. Бялата пръст 43°16′50.6″ с. ш. 26°55′17″ и. д. / 43.280722° с. ш. 26.921389° и. д.                                  |